# Statuia lui Ferenc Rákóczi al II-lea din Târgu Mureș
Statuia lui Ferenc Rákóczi al II-lea este un monument realizat de sculptorul Attila Pokornyi, care a fost dezvelit în centrul istoric la orașului Târgu Mureș, pe Bulevardul Cetății la 26 noiembrie 2004, cu ocazia de aniversării 300 de ani de la alegerea lui ca principe al Transilvaniei. 

## Istoric
Primul monument dedicat personalității sale din localitate a fost dezvelit în anul 1907 în parcul din intersecția străzilor Arany János și Kossuth Lajos (azi Călărașilor), unde astăzi se află Statuia lui Sándor Petőfi. Opera lui Károly Székely a fost vandizată în anul 1919, când trupele maghiare au trebuit să părăsească Transilvania.